# Linzertor (Freistadt)

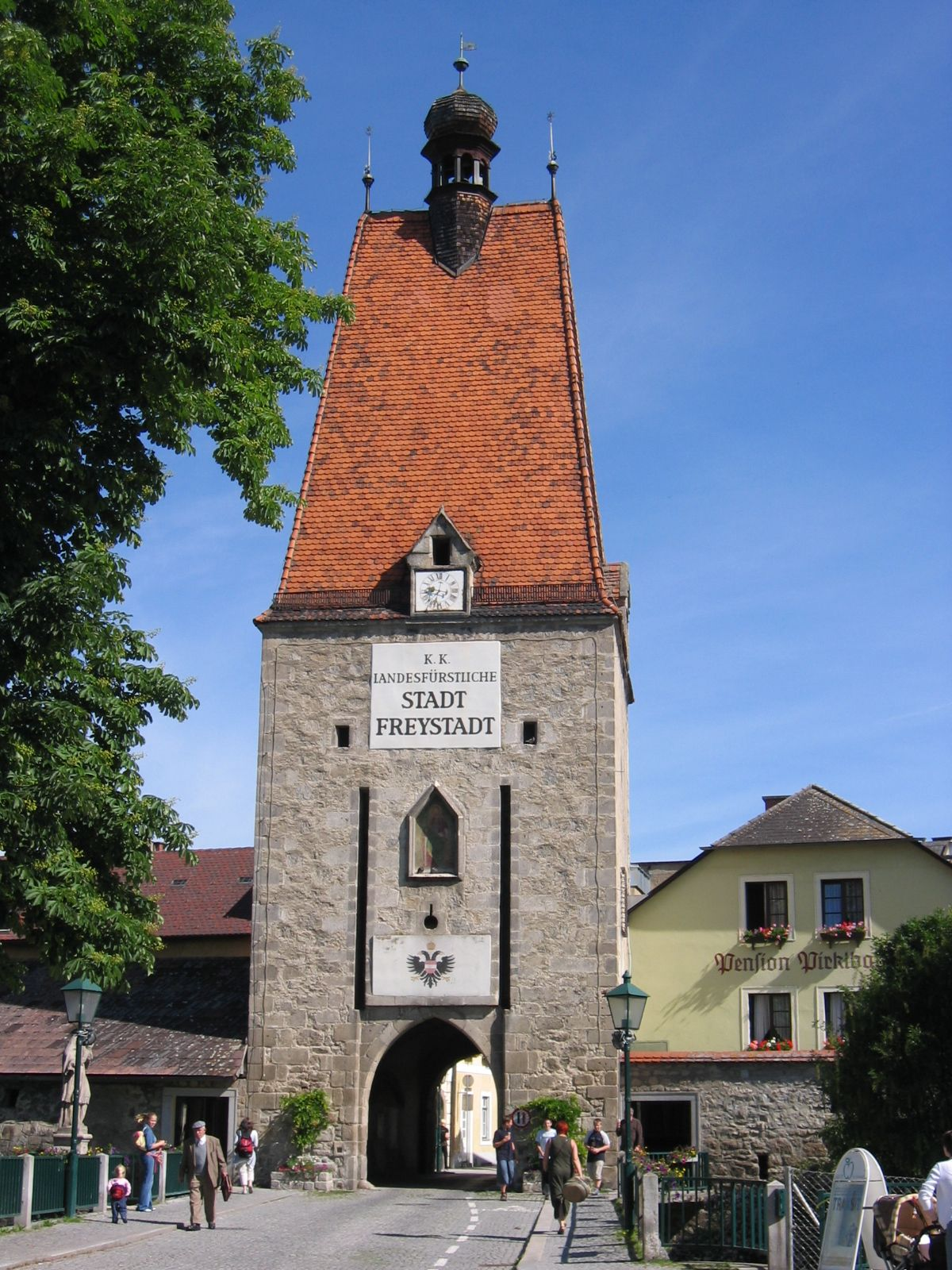
Linzertor in Freistadt

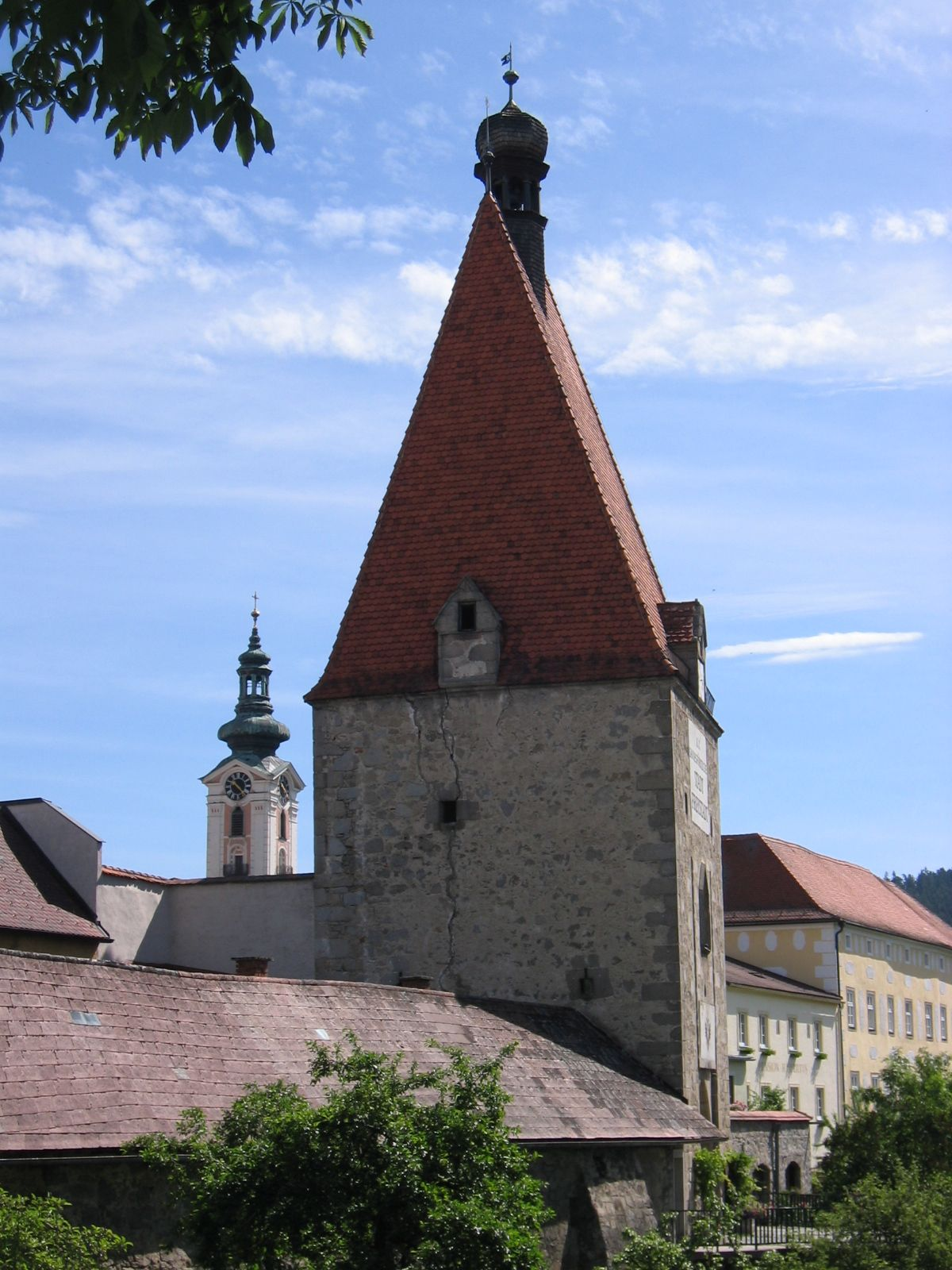
Linzertor von der Seite

Das denkmalgeschützte Linzertor ist ein mittelalterliches Stadttor in Freistadt, Oberösterreich. Der Name stammt von der nächsten größeren Stadt im Süden – Linz. Das Linzertor zählt mit seinen 28 m Höhe zu den mächtigsten Tortürmen Mitteleuropas und gilt als das Wahrzeichen der Stadt. Das Linzertor wurde im Laufe der Zeit mehrmals an den aktuellen Baustil angepasst.

## Geschichte
Es wurde im 13. Jahrhundert am südlichen Zugang zur Stadt errichtet (im Norden steht das Böhmertor) und ist somit einer der ältesten Türme der Stadtbefestigung. Um 1485 baute der Freistädter Baumeister Mathes Klayndl das Linzertor im spätgotischen Stil um. In dieser Zeit wurde auch eine Bastei davor aufgeworfen, was heute noch an den Grundstücksgrenzen erkennbar ist. In der Barockzeit wurde dem Linzertor auf den First des steilen Keildaches ein barockes Zwiebeltürmchen aufgesetzt.

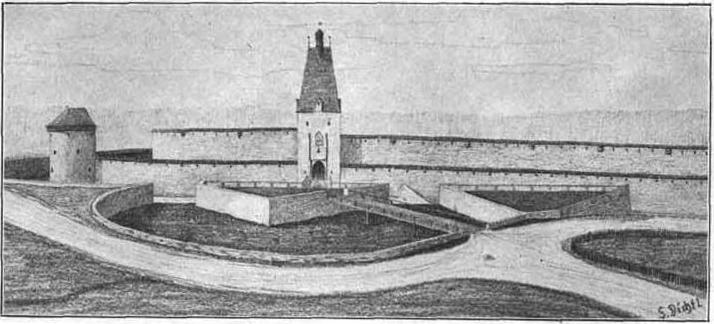
Linzertor mit Bastei um 1700

Die Außenseite des Stadttores ragt nur ein kleines Stück aus dem Verlauf der äußeren Stadtmauer hervor. Durch das Tor liefen die alte Handelsstraße von Enns nach Böhmen, die spätere Reichsstraße (Linz – Prag) und dann die Bundesstraße 125 durch, bevor in den 1960er Jahren eine Umfahrungsstraße errichtet wurde. Im Mittelalter war das Tor mit einer Zugbrücke versehen, wovon die langen Mauerschlitze (für die Schwungbalken) zeugen. In Friedenszeiten blieb die Zugbrücke auf dem Boden, nur das Stadttor wurde geschlossen und bei Einbruch der Dunkelheit versperrt. Den Schlüssel übergab der Wächter über Nacht dem Bürgermeister, bei Tagesanbruch wurde das Tor wieder geöffnet.
In den Jahren 1964 und 1971 wurden rechts und links neben dem Tor zwei sichere Durchgänge für Fußgänger geschaffen (durch die äußere Stadtmauer). Dies war nötig, um den Fußgängern einen sicheren Zugang zur Altstadt zu ermöglichen, da der Verkehr durch das Tor ständig zunahm.

## Heutiges Aussehen
Über dem Durchgang befindet sich ein Abbild der Schutzpatronin der Stadt – die heilige Katharina von Alexandrien. Die Bezeichnung „k.k. = kaiserlich-königliche landesfürstliche Stadt Freystadt“ weist darauf hin, dass Freistadt dem Landesfürsten (Babenberger, seit 1282 Habsburger) gehörte, wie sieben weitere Städte in Oberösterreich. Der südliche und der nördliche der vier Dacherker tragen eine stillstehende Uhr.
Vom westlichen Fußgängerdurchgang führt ein Weg in den Zwinger und weiter zum Schmidingerturm (Bürgerkorpsturm). Der Zwinger ist der Raum zwischen der äußeren und inneren Stadtmauer und in diesem Bereich sehr gut erhalten. Früher durfte der Zwinger aus Sicherheitsgründen nicht bebaut werden. Die einzige Ausnahme war, dass die Stadt um 1570 hier und beim Böhmertor je eine Fleischbank errichtete. Danach durfte innerhalb der inneren Stadtmauer kein Vieh mehr geschlachtet werden; das war eine sanitäre Maßnahme und sollte mithelfen, Krankheiten zu verhindern.